# برو سوکتورن
برو سوکتورن (انگلیسی: Va Sokthorn؛ زادهٔ ۱۴ ژوئیهٔ ۱۹۸۷) بازیکن فوتبال اهل کامبوج است.
وی همچنین در تیم ملی فوتبال کامبوج بازی کرده‌است.